# Martin Schmitt

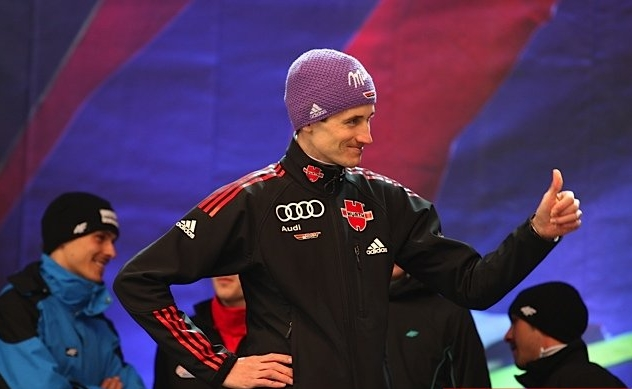
Martin Schmitt i Zakopane 2011

Martin Schmitt, född 29 januari 1978 i Villingen-Schwenningen, Baden-Württemberg, dåvarande Västtyskland, är en tysk backhoppare som tävlar för SC Furtwangen. Han är olympisk mästare och fyrfaldig världsmästare i backhoppning. Martin Schmitt tillhörde den absoluta världstoppen i backhoppning för herrar vid åren kring millennieskiftet 1999-2001. Martin Schmitt var då tillsammans med Sven Hannawald tysk backhoppnings stora stjärnor och bidrog till att backhoppningssporten fick sin enorma popularitet i Tyskland.

## Karriär
Världscupen
Martin Schmitt debuterade internationellt i världscupen i backhoppning/tysk-österrikiska backhopparveckan 4 januari 1997 i Bergiselschanze i Innsbruck. Från 28 november 1998 till 1 mars 2002 vann han 28 delsegrar i världscupen. Schmitt har tävlat 15 säsonger i världscupen och har vunnit den totala världscupen två gånger, säsongerna 1998/1999 och 1999/2000. I världscupen 2000/2001 blev han tvåa sammanlagt. 
Tysk-österrikiska backhopparveckan
Martin Schmitt har deltagit 16 gånger i tysk-österrikiska backhopparveckan. Han har 6 gånger varit bland de tio bästa. Han har två gånger blivit nummer 3 sammanlagt (1999/2000 och 2000/2001) och två gånger har han blivit nummer 4 (1998/1999 och 2008/2009).
Olympiska spelen
Martin Schmitt deltog i sitt första OS i Nagano 1998. Där vann han sin första olympiska medalj, en silvermedalj i lagtävlingen tillsammans med Sven Hannawald, Hansjörg Jäkle och Dieter Thoma, 32,6 poäng efter guldvinnarna på hemmaplan, Japan och 15,9 poäng före Österrike som tog bronsmedaljen. I individuella tävlingarna blev Schmitt nummer 14 i stora backen och nummer 19 i normalbacken. I sitt andra OS i Salt Lake City vann tyska laget OS-guld i lagtävlingen med laget Sven Hannawald, Stephan Hocke, Michael Uhrmann och Martin Schmitt. Tyskland vann guldet med minsta möjliga marginal (0,1 poäng) före Finland. Martin Schmitt avgjorde lagtävlingen till Tysklands fördel. Tack vare Schmitts sista hopp vann Tyskland guldet före Finland. Schmitt blev nummer 7 i normalbacken.
Vid OS i Turin 2006 hade Martin Schmitt inte lika stora framgångar. Han deltog i storbacketävlingen där han blev nummer 19. I laghoppningen blev han nummer fyra. det tyska laget var 61,4 poäng bak segrarna från Österrike och 27,5 poäng från prispallen. Det gick dock bättre under OS i Vancouver 2010. Tyskarna var igen på prispallen i lagtävlingen. Det tyska laget (Michael Neumayer, Andreas Wank, Martin Schmitt och Michael Uhrmann) vann en silvermedalj 72,1 poäng efter Österrike och 5,5 poäng före det norska laget. I individuella tävlingarna blev han nummer 10 i normalbacken och nummer 30 i stora backen.
Skid-VM
Martin Schmitt debuterade i VM-sammanhang 1997 i Trondheim. Han deltog i lagtävlingen och vann en bronsmedalj för Tyskland, efter Finland och Japan. Under VM 1999 i Ramsau am Dachstein var tyskarna igen på toppen av prispallen i lagtävlingen. Sven Hannawald, Christof Duffner, Dieter Thoma och Martin Schmitt vann guldmedaljen 1,9 poäng före Japan och 83,4 poäng före Österrike. Martin Shmitt blev världsmästare i individuella tävlingen i stora backen, 1,7 poäng före landsmannen Sven Hannawald.
Framgångarna fortsatte för Martin Schmitt och det tyska backhoppningslandslaget under Skid-VM 2001 i Lahtis. I de individuella tävlingarna tog Martin Scmitt en silvermedalj i normalbacken, 13,0 poäng efter Adam Małysz från Polen. I stora backen lyckades Schmitt att kliva helt till topps. Han vann guldet 2,8 poäng före Małysz. För första gången i VM-sammanhang tävlades det i två backar i laghoppningen. Tyskland fick bronset i normalbacken efter Österrike och Finland, men vann guldet i stora backen med laget Sven Hannawald, Michael Uhrmann, Alexander Herr och Martin Schmitt. Tyska laget var 39,6 poäng före Finland och 59,6 poäng före Österrike. Under Skid-VM 2003 i Val di Fiemme tog tyskarna inga medaljer. I lagtävlingen tog Martin Schmitt en fjärdeplats med tyska laget. Två år senare, under Skid-VM 2005 på hemmaplan i Oberstdorf, blev Martin Schmitt nummer 12 i normalbacken och nummer 16 i stora backen. I lagtävlingen i normalbacken vann Michael Neumayer, Martin Schmitt, Michael Uhrmann och Georg Späth silver för Tyskland, i en tät kamp med Österrike som vann med 6,5 poäng efter att andra omgången inställdes. I stora backen tog tyska laget en femteplats.
Skid-VM 2007 blev en besvikelse för Martin Schmitt och hans tyska lagkamrater. Tyskland vann inga medaljer och det tyska backhoppningslaget hamnade på åttondeplats i lagtävlingen. Under Skid-VM 2009 i Liberec gick det bättre för Schmitt. Han blev nummer 5 i normalbacken. I stora backen tog han en silvermedalj, bara 0,4 poäng efter guldvinnaren Andreas Küttel från Schweiz. Det tyska laget blev inte bättre ä nummer 10 i lagtävlingen. I Skid-VM 2011 tog Martin Schmitt och hans lagkamrater en bronsmedalj i laghoppningen i normalbacken efter Österrike och Norge. I lagtävlingen i stora backen blev Tyskland med Martin Schmitt i laget nummer 4, 0,7 poäng från prispallen. I de individuella tävlingarna blev Schmitt nummer 16 (stora backen) och 14 (normalbacken)
VM i skidflygning
I Världsmästerskapen i skidflygning i Čerťák i Harrachov 2002 tog Schmitt en silvermedalj i individuella tävlingen, 28,0 poäng efter lagkompisen Sven Hannawald. Två år tidigare, i VM i Vikersundbacken 2000 blev Schmitt nummer 6. I 2004 arrangerades VM i Letalnica i Planica. Martin Schmitt deltog i lagtävlingen der tyskarna blev nummer 4, efter Norge, Finland och Österrike. Schmitt deltog inte i skidflygnings-VM 2006 i Kulm, men var med i tyska laget under skidflygnings-VM 2008 i Heini Klopfer-backen i Oberstdorf. Martin Schmitt blev nummer 15 i individuella tävlingen och nummer 4 i lagtävlingen. 
Under VM i skidflygning 2010 i Planica blev det inga tyska framgångar i de individuella tävlingarna. I lagtävlingen kom Martin Schmitt och lagkamraterna på en 7:e plats. Schmitts personbästa i skidflygning är 224,0 meter satt i Planica 2004.
Andra tävlingar
Martin Schmitt har 12 säsonger i Sommar-Grand-Prix. Hans bästa säsong var 1998 da han blev nummer 3 totalt. Han har en delseger i Sommar-Grand-Prix, i Stams i Österrike 22 augusti 1999.
Schmitt har vunnit tyska mästerskapen 2 gånger (2001 och 2009). Han har också 2 silvermedaljer och 5 bronsmedaljer från tyska mästerskapen.

## Utmärkelser
- Martin Schmitt utnämndes till Sportler des Jahres (svenska: Årets idrottare) 1999 av tyska sportjournalister.

## Övrigt
Schmitt är bror till Thorsten Schmitt, utövare inom nordisk kombination. Martin Schmitt har engagerad sig inom olika sociala hjälporganisationer och stöder bland annat Stiftung Sehnsucht, rehabiliteringskliniken Tannheim och Initiative Neue Soziale Marktwirtschaft.